# František Sokol
František Sokol   (Tišnov, 5 de febrer de 1939 - Ostrava, 11 d'octubre de 2011) fou un jugador de voleibol txec que va competir sota bandera txecoslovaca durant la dècada de 1960.
El 1968 va prendre part en els Jocs Olímpics de Ciutat de Mèxic, on guanyà la medalla de bronze en la competició de voleibol. En el seu palmarès també la lliga txecoslovaca de 1968. Un cop retirat va exercir d'entrenador en diversos equips txecs i belgues.